# Férfi lólengésgyakorlat az 1896. évi nyári olimpiai játékokon
Az 1896. évi nyári olimpiai játékokon a torna férfi lólengésgyakorlat versenyszámát a Panathinaikó Stadionban rendezték meg 1896. április 9-én. A versenyszám győztese a svájci Louis Zutter lett.

## Eredmények
| H     | Név                     | Nemzet             |
| ----- | ----------------------- | ------------------ |
| Arany | Louis Zutter            | Svájc (SUI)        |
| Ezüst | Hermann Weingärtner     | Németország (GER)  |
|       | Conrad Böcker           | Németország (GER)  |
|       | Charles Champaud        | Svájc (SUI)        |
|       | Alfred Flatow           | Németország (GER)  |
|       | Gustav Flatow           | Németország (GER)  |
|       | Georg Hilmar            | Németország (GER)  |
|       | Kakas Gyula             | Magyarország (HUN) |
|       | Friedrich Manteuffel    | Németország (GER)  |
|       | Karl Neukirch           | Németország (GER)  |
|       | Arisztóvulosz Petmezász | Görögország (GRE)  |
|       | Richard Röstel          | Németország (GER)  |
|       | Gustav Schuft           | Németország (GER)  |
|       | Carl Schuhmann          | Németország (GER)  |